# Monhystera parvaonhystera
Monhystera parvaonhystera är en rundmaskart. Monhystera parvaonhystera ingår i släktet Monhystera, och familjen Monhysteridae. Arten är reproducerande i Sverige.